# Pogalewo Wielkie
Pogalewo Wielkie – wieś w Polsce położona w województwie dolnośląskim, w powiecie wołowskim, w gminie Brzeg Dolny.
We wsi znajduje się szkoła podstawowa, dwie kapliczki, kościół oraz 4 place zabaw.

## Podział administracyjny
W latach 1954–1961 wieś należała i była siedzibą władz gromady Pogalewo Wielkie, po jej zniesieniu w gromadzie Brzeg Dolny. W latach 1975–1998 miejscowość administracyjnie należała do województwa wrocławskiego.

## Nazwa
W księdze łacińskiej Liber fundationis episcopatus Vratislaviensis (pol. Księga uposażeń biskupstwa wrocławskiego) spisanej za czasów biskupa Henryka z Wierzbna w latach 1295–1305 miejscowość wymieniona jest w zlatynizownej formie Poglow.
Nazwa wsi często bywa niepoprawnie wymawiana jako Pogolewo.